# Verdejante
Verdejante è un comune del Brasile nello Stato del Pernambuco, parte della mesoregione del Sertão Pernambucano e della microregione di Salgueiro.